# Luchetto Gattilusio
Luchetto Gattilusio (fl. XIII-XIV secolo) è stato uno statista, diplomatico e uomo di lettere genovese attivo dopo il 1248.
Come guelfo ha svolto un ruolo importante nella più ampia politica lombarda e come trovatore in lingua occitana ci ha lasciato tre descrizioni poetiche del suo tempo.

## Poesia
Le prime fonti scritte riguardanti Luchetto si trovano in una serie di strumenti notarili risalenti agli anni 1248, 1251, 1252, 1267 e 1287. La sua prima attività, tuttavia, era probabilmente la professione letteraria. L'unica opera completa che può essergli sicuramente assegnata come autore è D'un sirventes m'es granz volontatz preza, un sirventes datato tra il 1262 e il 1264, e conservato in un famoso canzoniere compilato da Bernart Amoros. Venne scritto mentre Carlo d'Angiò si trovava in Italia in attesa che la sua richiesta per l'ottenimento del Regno di Sicilia venisse evasa con il beneplacito papale. Luchetto era un fedele sostenitore di Carlo d'Angiò e il suo sirventes incoraggia il pretendente al trono a seguire l'esempio del suo omonimo:
| E pois lo noms de Carle en liu es Sega.ls seus faitz q'estiers a tort seria Per sel clamatz qe valc, s'el non valia. Traduzione (non letterale) E poiché di Carlomagno ha lui il nome segua sue imprese, ché a torto sarebbe chiamato come chi vale, se non valesse. |

Oltre a questo c'è un altro sirventes, frammentario, Cora q'eu fos marritz ni conziros, indirizzato al collega trovatore italiano Sordello, che viene talvolta attribuito a Luchetto, talvolta al collega genovese Lanfranco Cigala. Un altro componimento di Luchetto, Luchetz, se.us platz mais amar finamen, una tenzone (pervenutaci completa) con un altro trovatore genovese, Bonifaci Calvo, scritta probabilmente dopo il ritorno di Calvo a Genova nel 1266. Nei vari manoscritti in cui si sono conservati questi lavori, il nome di Luchetto appare occitanizzato in Luchetz, Luqetz, o Luquet e Gateluz o Gatelus.

## Diplomatico e statista
La prima attività diplomatica di Luchetto si ha nel 1266, quando agisce come ambasciatore di Genoa per papa Clemente IV e Carlo d'Angiò. Nel 1270 gli viene assegnato dagli Angioini il compito di "esaminare" il governo del podestà Orlando Putagio a Parma. Il suo primo incarico politico di una certa rilevanza è riportato nel Chronicon di Pietro Cantinelli sotto la data dell'anno 1272: Dominus Luchittus de Cataluxiis de Janua fuit potestas Bononiae ("Signore Luchetto Gattilusio di Genoa fu podestà di Bologna"). Luchetto era ancora podestà guelfo a Bologna il 6 marzo del 1277, quando Enzo di Sardegna, figlio dell'imperatore Federico II, a lungo languente in una prigione bolognese, detta il suo testamento alla presenza di nobili viro Luchitto de Gatalusiis cive januensi Bonon. Praetore ("nobiluomo Luchetto Gattilusio, cittadino di Genova, pretore di Bologna", essendo al tempo pretore sinonimo di podestà). L'anno successivo (1273), tuttavia, diventa anche capitano del popolo di Lucca sotto Carlo, e lo si trova ancora qui nel 1277.
Nel 1282 Luchetto ricopre il mandato di podestà a Milano. Poi, il 13 ottobre del 1284 lo troviamo membro della delegazione genovese che conferma l'alleanza tra Genova, Lucca e Firenze contro Pisa. Nel 1295 agisce di nuovo come ambasciatore genovese  per il papa, ora Bonifacio VIII, aiutando a siglare la pace con Venezia. In questa missione riceve una bolla papale per una chiesa che aveva costruito a Priano, Sestri Ponente. Il suo ultimo incarico statale è a Cremona, dove svolge il ruolo di podestà nel 1301. Appare nei documenti per l'ultima volta nel 1307.

## Vita privata
Attraverso la sua lunga e variata carriera Luchetto aveva acquisito partecipazioni in proprietà in Sardegna, e appare nei documenti di Nino Visconti, Giudice di Gallura, e Ugolino della Gherardesca, capitano del popolo di Pisa. I suoi interessi letterari lo possono aver messo in contatto con Brunetto Latini. Economicamente ha controllato il mercato di Bologna per molti anni. Sebbene le sue relazioni coniugali e familiari siano ignote, si sa comunque che aveva un fratello chiamato Gattino e una figlia chiamata Ilisina. Non va tuttavia confuso con un altro podestà dello stesso nome che ha governato a Savona nel 1301.